# Мартинес, Николас (футболист, 1987)
Никола́с Марти́нес, также известный по прозвищам Нико или Русито (исп. Nicolás «Rusito» Martínez; род. 25 сентября 1987, Вьедма, провинция Рио-Негро) — аргентинский футболист, атакующий полузащитник. Также имеет гражданство Португалии.

## Биография
Нико Мартинес является воспитанником молодёжной академии клуба «Велес Сарсфилд», но на взрослом уровне дебютировал в футболе в составе клуба «Альмиранте Браун» в Примере B Метрополитана (третья по уровню лига в аргентинском футболе). Туда Мартинес был отдан на правах аренды, а с 2009 года атакующий полузащитник стал игроком «Индепендьенте».
Он не сыграл ни одного матча в сезоне 2009/10, но после обновления состава в середине 2010 года стал значительно чаще появляться в основе «Красных», став практически «титуларом» в Апертуре 2010, в которой команда провалилась, заняв последнее место. В то же время, «Индепендьенте» крайне удачно выступил на международной арене, выиграв (хотя и в серии пенальти) в финале Южноамериканского кубка у бразильского «Гояса». В первом матче Русито не выходил на поле, но поскольку в Гоянии с поля был удалён Андрес Сильвера, Нико вышел в стартовом составе в ответной игре, где уже в первом тайме был достигнут нужный для «Индепендьенте» счёт 3:1. На 65-й минуте Мартинес был заменён, на поле вышел нападающий Мартин Гомес. Таким образом, Мартинес внёс свой вклад в победу «Красных» на международной арене.
В сезоне 2011/12 Нико выступал в чилийском «Сантьяго Уондерерс», после чего перешёл в клуб испанской Сегунды «Реал Мурсия». В декабре 2012 года получил травму, но вернулся на поле в январе 2013 и остаётся одним из лидеров команды.

## Титулы
- Обладатель Южноамериканского кубка (1): 2010